# VV Gemert
Voetbalvereniging Gemert is een amateurvoetbalclub uit het dorp Gemert in de Nederlandse provincie Noord-Brabant. De vereniging werd op 15 oktober 1912 opgericht. De clubkleuren zijn zwart-wit. VV Gemert heeft 1400 leden en speelt op het sportpark Molenbroek. Hier zijn vier wedstrijdvelden en twee trainingsvelden, waaronder sinds 2005 een kunstgrasveld dat voor wedstrijden en trainingen gebruikt wordt. Het hoofdveld heeft kunstgras en verlichting. Bij thuiswedstrijden komen gemiddeld zo'n 1.000 bezoekers.

## Prestaties in de laatste jaren
Sinds seizoen 1995/1996 speelt het vaandelteam in de hoogste regionen van het amateurvoetbal. Na promotie vanuit de 1e klasse E in seizoen 1994/1995 opereerde het elftal in de Hoofdklasse B, tot het seizoen 2010/11 het hoogste amateurniveau. Na een aarzelende start tijdens de eerste twee jaren, waarin vooral klassebehoud belangrijk was, werd in seizoen 1997/1998 een periodetitel behaald en werd de club kampioen in die Hoofdklasse.
In het daaropvolgende seizoen werd de derde plaats bereikt, maar door het winnen van de districtsbeker mocht VV Gemert in Dronten uitkomen tegen de 8 overige districtskampioenen om de nationale Amstel Amateurcup. Door deze te winnen werd VV Gemert Algemeen Nederlands Bekerkampioen. Hiermee plaatste de club zich voor de strijd om de amateursupercup tegen de landskampioen van het amateurvoetbal HSC'21. Deze wedstrijd werd gewonnen waardoor de Supercup voor amateurs in de prijzenkast van de club staat. Als kroon op de sportieve prestaties won het vaandelteam in datzelfde seizoen de Fair Play Cup.
Gemert groeide uit tot een vaste waarde in de Hoofdklasse veelal met spelers uit de eigen jeugdopleiding. Door de geleverde prestaties mocht de club regelmatig deelnemen aan het landelijke toernooi om de KNVB beker waarin het mocht aantreden tegen betaald-voetbalclubs als FC Twente, MVV, Fortuna Sittard, VVV-Venlo, PSV 2 (tegenwoordig Jong PSV), SBV Excelsior en Helmond Sport. Tegen FC Twente werd gelijkgespeeld en uiteindelijk verloren in de sudden-death. Ook in 2002-2003 heeft Gemert van zich laten horen door gelijk te spelen tegen betaaldvoetbalclubs VVV-Venlo en zelfs te winnen van Fortuna Sittard. Ondanks deze prestatie werd VV Gemert toch uitgeschakeld.
In het seizoen 2004/05 won de club de derde periode en een ticket voor de landelijke KNVB beker. en werd de districtsbeker gewonnen. Een seizoen later ging het kampioenschap op het laatste moment verloren. In de eerste ronde van de KNVB beker werd eredivisionist RBC Roosendaal thuis verslagen.
In het seizoen 2009/10 werd VV Gemert kampioen van de Hoofdklasse B en plaatste het zich voor de nieuwe Topklasse. Vervolgens werd het algeheel kampioenschap van de Zondagamateurs behaald. Gemert was de sterkste in de poule met AFC uit Amsterdam en De Treffers uit Groesbeek. Door dit resultaat plaatste VV Gemert zich voor de landelijke finale waar ze uitkwamen tegen IJsselmeervogels uit Spakenburg, de kampioen bij de Zaterdagamateurs. Deze tweekamp werd met 0-1 (thuis) en 0-4 verloren. Een seizoen later degradeerde de club terug naar de Hoofdklasse. Het jaar daarna promoveerde de club weer naar de Topklasse, om vervolgens het jaar daarna weer te degraderen.

## Erelijst
| Kampioenschappen                  |    |                        |
| Landelijk kampioen zondagamateurs | 1× | 2010                   |
| Hoofdklasse zondag                | 3× | 1998, 2010, 2012       |
| 1e klasse zondag                  | 1× | 1995                   |
| 2e klasse zondag                  | 1× | 1979                   |
| 3e klasse zondag                  | 2× | 1955, 1978             |
| 4e klasse zondag                  | 4× | 1951, 1953, 1954, 1977 |
| Bekertoernooien                   |    |                        |
| KNVB beker (amateurs)             | 1× | 1999                   |
| Super cup (amateurs)              | 1× | 1999                   |
| Districtbeker Zuid I              | 3× | 1960, 1979, 1999       |
| Districtbeker Zuid II             | 4× | 2005, 2008, 2012, 2018 |

## Competitieresultaten 1914–2023
| 6 |

| 7 2A |

|  |

|  |

|  |

| 8 3G |

| 8 3G |

| 3 3G |

| 7 3G |

|  |

| 5 3B |

| 11 3A |

| 7 4B |

| 2 4C |

| 2 4B |

| 1 4C |

| 2 4A |

| 1 4A |

| 1 4C |

| 1 3A |

| 3 2A |

| 3 2A |

| 2 2A |

| 3 2A |

| 6 2A |

| 3 2A |

| 2 2A |

| 2 2A |

| 7 2A |

| 2 2A |

| 7 2A |

| 4 2A |

| 12 2A |

| 6 3A |

| 3 3B |

| 5 3B |

| 11 3B |

| 7 4C |

| 2 4C |

| 3 4C |

| 4 4C |

| 1 4C |

| 1 3B |

| 1 2A |

| 5 1E |

| 4 1E |

| 5 1E |

| 4 1E |

| 12 1E |

| 3 1E |

| 6 1E |

| 3 1E |

| 7 1E |

| 5 1E |

| 9 1E |

| 7 1E |

| 7 1E |

| 9 1E |

| 5 1E |

| 1 1E |

| 9 C |

| 9 B |

| 1 A |

| 3 B |

| 4 B |

| 3 B |

| 6 B |

| 5 B |

| 9 B |

| 2 B |

| 2 B |

| 5 B |

| 4 B |

| 2 B |

| 1 B |

| 14 |

| 1 B |

| 15 |

| 3 B |

| 2 B |

| 5 B |

| 8 B |

| 6 B |

| 2 B |

| 4* |

| --* |

| 4 |

| 11 |

| 6 |

| 5 |

- = Dit seizoen werd stopgezet vanwege de uitbraak van het coronavirus. Er werd voor dit seizoen geen officiële eindstand vastgesteld.

| Topklasse/3e Divisie | Hoofdklasse | Eerste klasse | Tweede klasse | Derde klasse | Vierde klasse | Tweede klasse BVB | Derde klasse BVB |

## Gemert in de KNVB Beker
Dit schema laat de resultaten zien van Gemert tegen profclubs in de KNVB Beker.
| Seizoen | Ronde    | Wedstrijd                   | Uitslag  |
| ------- | -------- | --------------------------- | -------- |
| 1960/61 | Groep 14 | HVV Helmond - Gemert        | 9-1      |
| 1960/61 | Groep 14 | Gemert - PSV                | 0-3      |
| 1960/61 | Groep 14 | RKSV Helmondia '55 - Gemert | 1-2      |
| 1960/61 | Groep 14 | Gemert - EVV Eindhoven      | 1-3      |
| 1998/99 | Groep 10 | Gemert - MVV Maastricht     | 0-2      |
| 1998/99 | Groep 10 | VVV - Gemert                | 9-1      |
| 1999/00 | Groep 18 | Gemert - Helmond Sport      | 4-2      |
| 1999/00 | Groep 18 | VVV - Gemert                | 2-2      |
| 1999/00 | 2e ronde | FC Twente - Gemert          | 2-1 n.v. |
| 2000/01 | Groep 15 | Fortuna Sittard - Gemert    | 3-2      |
| 2001/02 | Groep 10 | Gemert - Helmond Sport      | 2-2      |
| 2001/02 | 2e ronde | Gemert - SBV Excelsior      | 0-3      |
| 2002/03 | Groep 11 | Gemert - VVV                | 2-2      |
| 2002/03 | Groep 11 | Gemert - Fortuna Sittard    | 3-2      |
| 2005/06 | 1e ronde | Gemert - RBC Roosendaal     | 2-1      |
| 2005/06 | 2e ronde | FC Dordrecht - Gemert       | 3-0      |
| 2011/11 | 3e ronde | Gemert - AGOVV              | 0-4 n.v. |
| 2012/13 | 2e ronde | Gemert - Vitesse            | 0-3      |
| 2018/19 | 1e ronde | Gemert - Feyenoord          | 0-4      |
| 2021/22 | 2e ronde | ADO Den Haag - Gemert       | 4-2      |

Clubnamen
- GVV: seizoenen 1913/14 en 1914/15, 1947/68 tot en met 1950/51 en vanaf 1955/56
- RKGVV: seizoenen 1915/16 tot en met 1939/60
- GVV '12: seizoen 1940/61 tot en met 1946/67 en 1951/52 tot en met 1954/55

In elke staaf van de grafiek staat van boven naar beneden vermeld: 
- Eindnotering

Dit is de positie die de club heeft bereikt in de competitie, zonder eventuele beslissings-, play-off- of nacompetitiewedstrijden die nodig zijn geweest om bijvoorbeeld de kampioen van de competitie te bepalen.
Indien een * achter het getal staat is de notering een tussenstand en kan het zijn dat de notering niet overeenkomt met de uiteindelijke eindstand van de competitie.
Staat er een - dan is het seizoen nog bezig en is er geen definitieve uitslag bekend.
Staat er xx op de positie van de notering, dan heeft de club vroegtijdig de competitie verlaten. Dit kan onder andere komen door terugtrekking van het team, faillissement van de club of door een uitgedeelde straf van de KNVB. In veel gevallen staat elders in het artikel de reden vermeld.
Staat er een ? dan is het resultaat uit het verleden onbekend, en is alleen de competitie of het niveau bekend van dat seizoen.
In de seizoenen 2019/20 en 2020/21 werd wegens de coronacrisis het amateurvoetbal afgebroken. Daardoor kennen deze staven geen eindklassering (middels -- weergegeven).
- Competitieniveau en afdelingsletter of Officiële eindstand Eredivisie
  - Competitieniveau en afdelingsletter

Hierbij geeft het getal het niveau weer, dat ook terug te vinden is in de legenda. De letter is de afdelingsaanduiding en wordt gebruikt wanneer er meer afdelingen zijn op hetzelfde niveau. De afdelingsletter is altijd een hoofdletter en wordt meestal zonder nummer gebruikt.
Voorbeeld: 2F is niveau 2e klasse competitie F.
Het competitieniveau en nummer wordt niet vermeld wanneer er slechts één competitie van dit niveau was.
  - Officiële eindstand Eredivisie (getal staat tussen haakjes vermeld)

Sinds de introductie van play-offwedstrijden voor Europees voetbal na afloop van de reguliere competitie in 2005/06, is de KNVB verplicht een eindstand van de Eredivisie door te geven aan de UEFA aan de hand van deze play-offwedstrijden.
Bij deze eindstand staan clubs die zich hebben gekwalificeerd voor Europees voetbal hoger dan clubs die zich niet wisten te kwalificeren. Indien er geen verschil was tussen de eindnotering en de officiële eindstand, staat dit getal niet vermeld.

- Onderafdeling

Hier staat afgekort de naam van de onderafdeling indien de club in dat jaar in een onderafdeling uitkwam. Tevens staat deze afkorting in de legenda en wordt gelinkt naar het artikel over deze onderafdeling. Deze afkorting wordt alleen vermeld wanneer de club in het verleden in verschillende onderafdelingen heeft gespeeld. Deze vermelding is in de staaf altijd in kleine letters. Deze onderafdelingen zijn na het seizoen 1995/96 afgeschaft. Heeft de club in slechts één onderafdeling gespeeld, dan is dit alleen terug te vinden in de legenda.
Onder de staaf staat het jaartal vermeld waarin het seizoen is afgesloten. 15 verwijst naar het seizoen 2014/15 of eventueel het seizoen 1914/15.
Wanneer een staaf leeg is, zijn deze gegevens niet bekend. Het kan ook zijn dat de club dat seizoen niet heeft meegespeeld op het hogere amateurniveau, vroegtijdig de competitie heeft verlaten of uit de competitie is gezet.

In het seizoen 1944/45 was er wegens de Tweede Wereldoorlog geen regulier competitievoetbal.

## Bekende (oud-)spelers
- Benjamin Bahtiri